# Rainiers de Tacoma
Les Rainiers de Tacoma (en anglais : Tacoma Rainiers) sont une équipe de ligue mineure de baseball basée à Tacoma (Washington). Affiliés depuis 1995 à la formation de MLB des Mariners de Seattle, les Rainiers jouent au niveau Triple-A en Pacific Coast League.

## Histoire
Il exista une franchise de baseball évoluant à Tacoma en PCL : Tigers de Tacoma, qui fut championne en 1904 avant de déménager à Sacramento en cours de saison 1905.
La franchise actuelle s'installa à Tacoma en 1960. Elle joua sur plusieurs noms différents : Tacoma Giants (1960-1965), Twins (1972-1977), Yankees (1978), Tugs (1979-80), Tigers (1980-1994) et Rainiers (depuis 1995) au fil de ses affiliations MLB avec les Giants de San Francisco (1960-1965), Cubs de Chicago (1966-1971), Twins du Minnesota (1972-1977), Yankees de New York (1978), Indians de Cleveland (1979-1980), Athletics d'Oakland (1981-1994) et Mariners de Seattle (depuis 1995). Le choix du surnom Rainiers est un hommage aux Rainiers de Seattle.

## Palmarès
- Champion de la Pacific Coast League (AAA) : 1961, 1969, 2001, 2010

## Galerie

Logo de 1995 à 2008
Logo de 2009 à 2014
Logo depuis 2015